# Sainte-Marie-sur-Semois
Pour les articles homonymes, voir Sainte-Marie.
Sainte-Marie-sur-Semois est une section et un village de la commune belge d'Étalle située en Région wallonne dans la province de Luxembourg.

## Géographie
Le village est traversé au nord par la route nationale 83 Arlon-Bouillon.

## Démographie
- Source: INS recensements population

## Histoire
Depuis l'époque gallo-romaine, la localité est traversée par la voie romaine Reims-Trèves qui emprunte la rue de Bellefontaine puis la Chaussée romaine.
Pendant la Seconde Guerre mondiale, le 10 mai 1940, jour du déclenchement de l'offensive de l'Allemagne à l'ouest, Sainte-Marie est prise sans combats par les Allemands du Schützen-Regiment 69 de la 10e Panzerdivision qui a pour objectif de traverser la Meuse à Sedan.